# Pedro Carmona Estanga
Pedro Francisco Carmona Estanga (Barquisimeto, 6 luglio 1941) è un politico venezuelano.
È stato per pochi giorni presidente della Repubblica Bolivariana del Venezuela, in seguito al colpo di Stato dell'11 aprile 2002 ai danni del governo del presidente Hugo Chávez. È conosciuto anche per essere un famoso economista ed imprenditore.

## Studi e carriera imprenditoriale
Nato a Barquisimeto, nello stato di Lara il 6 luglio 1941, si è laureato in Economia nel 1964 all'Universidad Católica Andrés Bello. Dopo aver effettuato studi post laurea a Bruxelles ritornò in patria per occupare numerose cariche sia pubbliche che private. In particolare si distinse per essere stato direttore di numerose imprese private petrolchimiche tra cui Aditivos Orinoco (1989-1993), Química Venoco (1989-2000), Industrias Venoco (1990-2000) e Promotora Venoco (2001), tutte di proprietà di Isaac Pérez Recao, considerato suo mentore. Nel luglio 2001 fu eletto presidente della Fedecamaras, corrispettivo della Confindustria in Italia.

## Il colpo di Stato
Prese parte, insieme ad un considerabile numero di generali e civili, al golpe di Stato, anche conosciuto popolarmente appunto come el carmonazo, ai danni del governo di Hugo Chávez, l'11 aprile 2002. Il giorno seguente assunse l'incarico di Presidente della Repubblica dopo aver autoproclamato un governo di transizione democratica e di unità nazionale. Di fatto però questo governo risultava completamente illegittimo data la mai avvenuta rinuncia dell'incarico da parte di Chávez, rapito ed in mano ai golpisti.
Carmona con il suo primo decreto sciolse il parlamento, destituì tutti gli altri poteri, dichiarò l'abbandono dell'OPEC da parte del Venezuela, ripristinò la vecchia costituzione abbandonando quella del 1999 votata dal popolo, e cambiò il nome della Repubblica Venezuelana cancellandone la parola Bolivariana.
Tra le prime decisioni di questo governo anche la rinuncia al patto di cooperazione che legava il Venezuela a Cuba, attraverso il quale il Venezuela assicurava 55.000 barili di combustibile giornalieri all'isola come pagamento di servizi di base che includevano l'aiuto di specialisti cubani nelle missioni per assicurare sanità gratuita, istruzione di base e sport.

## Rovesciamento ed il ritorno al governo di Chávez
Immediatamente gli Stati Uniti si affrettarono a riconoscere il nuovo governo, seguiti a breve intervallo dalla Spagna di José María Aznar. In seguito si scoprì l'appoggio al golpe e quindi al nuovo governo Carmona anche da parte di Inghilterra e Israele. I media venezuelani (tra cui si distinsero RCTV, Globovision, Televen e Venevision) ebbero anch'essi un ruolo determinante sia nell'organizzazione che nell'esecuzione del golpe. Le autorità militari divulgarono una falsa lettera scritta da Chavez dove annunciava le sue dimissioni dal ruolo di presidente. Tempo dopo, lo stesso Chavez scrisse una lettera dove ribadì il fatto che lui non abbia mai rassegnato le dimissioni e invitò i venezuelani a combattere.
Il 12 aprile a Caracas infatti cominciarono seri disordini con saccheggi di negozi (soprattutto di quelli considerati appartenenti a gruppi d'interesse anti-Chávez). Nei giorni 12 e 13 aprile la polizia uccise più di 200 persone, gli ospedali accolsero centinaia di feriti.
La gente, come già accaduto a Caracas, circondò anche la base dei paracadutisti del generale Baduel a Maracay chiedendo a gran voce il ritorno di Chávez. Lo stesso avvenne in molte altre località; si calcola che in tre giorni più di sei milioni di persone siano scese per le strade a difendere Chávez ed il suo governo.
Il 13 aprile il colpo di stato era in aperto fallimento; dopo la pubblicazione della seconda lettera, certe parti delle forze armate rovesciarono il nuovo governo, liberando Chavez dalla prigionia e riportandolo come presidente legittimo.
Inizialmente agli arresti domiciliari, Carmona approfittò di alcune rivolte locali per eludere la sicurezza e chiedere asilo politico all'ambasciata colombiana; la sua richiesta venne approvata e Carmona risiede tuttora nel paese, dedicandosi all'insegnamento.